# Slaget om Viborg
Slaget om Viborg var en viktig operation i finska inbördeskriget och ägde rum mellan 23 och 29 april 1918. 

## Striden om Viborg
Den karelska fronten hade under kriget letts av jägarmajoren Aarne Sihvo, med jägarkaptenen Woldemar Hägglund som stabschef. Efter slaget om Tammerfors indelades den vita hären den 8 april i västarmén och östarmén. Den senares arméchef blev generallöjtnant Ernst Löfström, med den svenske Axel Rappe som stabschef.
Uppmarschen i Karelen ägde rum 14–21 april. Östarmén indelades i tre anfallsgrupper. 
| Grupp   | Man  | Artilleripjäser |
| ------- | ---- | --------------- |
| Ausfeld | 6000 | 8               |
| Sihvo   | 4500 | 15              |
| Wilkman | 7300 | 8               |

Wilkmans grupp stod i centrum med uppgift att genomföra huvudanfallet. Sihvos grupp skulle på högra flygeln binda fienden i norr och medverka i inringningen av hans styrkor nordost om Viborg. Gruppen Ausfeld på vänstra flygeln skulle trygga gränsen mot Ryssland. Offensiven inleddes redan den 19 april med överste Eduard Ausfelds framryckning längs gränsen till Kivinebb och järnvägen mot Petrograd. Den 24 april hade Nykyrka och Terijoki intagits. De ryska styrkorna på andra sidan gränsen hade noga iakttagit Brest-Litovskfredens villkor om neutralitet i Finland. De mot Viborg riktade operationerna inleddes den 23 april. Den 24 april nådde de anfallande styrkorna järnvägen på vardera sidan om Tali, nordost om Viborg, medan en avdelning efter svåra strider banade sig fram till järnvägslinjen sydost om staden. Tanken att inringa de fientliga huvudstridskrafterna utanför Viborg kunde dock av olika skäl inte genomföras; en stor del av dem lyckades ta sig in i staden. Arméchefen hade inte förmått samordna de planerade operationerna tillräckligt väl.
Huvudstriden om Viborg inleddes med att gruppen Sihvo avbröt stadens vägsförbindelser västerut. Samtidigt avdelade arméchefen det 3. karelska regementet för en operation mot Villmanstrand. Stormningen av Viborg började den 28 april med en stöt från sydost. Generalmajor Wilkmans grupp stod i anfallsberedskap framför Viborg med krafterna grupperade på följande sätt: Framför fästningens sydostfront befann sig avdelningen överste Ulrich von Coler (4 bataljoner) och framför sydostfronten avdelningen överstelöjtnant E. Jernström (7 bataljoner och 1 batteri). Artilleriets huvuddel var samlad under jägarmajoren Lauri Malmbergs befäl. "Viipuri valkoinen - varma voitto" (Viborg vitt - säker seger) lydde parollen.
Striderna fortsatte följande dag, medan en större fientlig styrka (7 000 man) förgäves sökte bryta sig ut i västlig riktning. Sihvos grupp pacificerade denna. Till sist kapitulerade stadens garnison, 12–15 000 man blev fångar, 300 kanoner och 200 kulsprutor togs i krigsbyte. Folkkommissariatet, den röda generalstaben och en mångd ansvariga funktionärer och rödgardister hade redan natten till den 26 april lämnat staden med tre fartyg till Petrograd. Endast en stannade kvar: Edvard Gylling.
Det karelska fälttåget har föranlett en ivrig debatt i den krigshistoriska litteraturen: Vem tillkommer förtjänsten av den operativa planläggningen och ledningen?